# Fern Acres
Fern Acres es un lugar designado por el censo ubicado en el condado de Hawái en el estado estadounidense de Hawái. En el año 2000 tenía una población de 756 habitantes y una densidad poblacional de 46.6 personas por km².

## Geografía
Fern Acres se encuentra ubicado en las coordenadas 19°30′43″N 155°5′24″O / 19.51194, -155.09000. Según la Oficina del Censo, la localidad tiene un área total de 16,2 km² (6,3 mi²), de la cual 16,2 km² (6,3 mi²) es tierra y 0 km² (0 mi²) (0%) es agua.

## Demografía
Según la Oficina del Censo en 2000 los ingresos medios por hogar en la localidad eran de $31.250, y los ingresos medios por familia eran $32.981. Los hombres tenían unos ingresos medios de $20.417 frente a los $23.250 para las mujeres. La renta per cápita para la localidad era de $11.876. Alrededor del 10.9% de las familias y del 16.4% de la población estaban por debajo del umbral de pobreza.